# Scandal (piosenka)
Scandal – piosenka brytyjskiego zespołu Queen, którą wydano na singlu promującym album The Miracle (1989). Autorstwo utworu przypisano wszystkim członkom grupy, ale głównym jego twórcą był Brian May. 
Inspiracją do napisania piosenki było przesadne zainteresowanie brytyjskich tabloidów rozwodem Maya i jego późniejszym małżeństwem z aktorką Anitą Dobson, ale też ówczesnymi plotkami dotyczącymi choroby Freddiego Mercury’ego.
Na stronie B singla umieszczono piosenkę „My Life Has Been Saved”, która wówczas nie znalazła się na żadnym albumie. W 1995 roku umieszczono ją na Made in Heaven.

## Teledysk
W wideoklipie do piosenki „Scandal” zespół wystąpił na scenie, która przypominała fragmenty gazet codziennych. Materiał nakręcony został we wrześniu 1989 roku w Pinewood Studios pod Londynem.
Roger Taylor, w komentarzu dołączonym do kompilacyjnego wydawnictwa DVD Greatest Video Hits 2, stwierdził: „nie jest to jedna z moich ulubionych piosenek. Jeden z najnudniejszych klipów, który kiedykolwiek stworzyliśmy”.

## Personel
- Freddie Mercury – wokal prowadzący
- Brian May – gitary, keyboardy
- Roger Taylor – perkusja, vibraslap
- John Deacon – gitara basowa
- David Richards – syntezator, sampler

## Listy przebojów
| Kraj   | Lista                          | Pozycja | Źr.   |
| ------ | ------------------------------ | ------- | ----- |
| BE-VLG | Ultratop 50 Singles (Flandria) | 29      | [ 3 ] |
| NL     | Single Top 100                 | 12      | [ 4 ] |
| IE     | Top 100 Singles                | 14      | [ 5 ] |
| GB     | UK Singles Chart               | 25      | [ 6 ] |